# دخيل الله بن شلوان
الشيخ دخيل الله بن شلوان بن علي بن دوس آل صميد المنتشري العلياني، هو عالم مسلم سعودي.

## ولادته ونشأته
ولد الشيخ دخيل الله بن شلوان بالعرضية الشمالية في قرية القلة ببني المنتشر في التاسع من جمادى الأولى 1357هـ.
تربى ونشأ في كنف والده الشيخ شلوان بن علي بن دوس المنتشري العلياني الذي كان مندوبا عن قبيلة بني المنتشر وممثلا لها في الكثير من المناسبات الاجتماعية والرسمية، وكان آخر تمثيل له هو اختياره عضوا في اللجنة المكونة لدراسة وضع المسلوب الصومالي عام 1360هـ وصدر بذلك وثيقة ومؤرخه بتاريخ 3 شوال 1360هـ.

## علمه
أخذ الشيخ دخيل الله بن شلوان جل علومه ومعارفه من مشايخ وعلماء عصره، ومنهم الشيخ عيسى بن علي الحازمي رئيس محاكم محافظة القنفذة، والشيخ يحى الصميلي القاضي بمحكمة العرضيه الشمالية عام 1387هـ، والشيخ محمد بن علي صلوي الذي لازمه أكثر من 20 عاما.
كلف من قبل قاضي محكمة العرضية الشمالية مأذونا شرعيا، وذلك لما يتمتع به من علم شرعي ومكانه اجتماعيه بين قبائل المنطقة
حسب الخطاب رقم 869 في 19 ذي الحجة 1394هـ.
عين بأمر من وزارة الداخلية معرفا لآل صميد من قبيلة بني المنتشر في عام 1413هـ خلفاً لأخيه الأكبر عبد الرحمن الذي سبق وعين عين خلفا لوالده،
وامتلك ختما رسميا لممارسة مهام المشيخة.

## حياته الشخصية
متزوج وله ثلاث بنات وثمانية أبناء يعملون في وظائف حكومية ويحملون شهاداتٍ علمية متنوعة.

## السيرة الذاتية
عمل رئيسا لهيئة الأمر بالمعروف والنهي عن المنكر بالعرضية الشمالية منذ عام 1405هـ وحتى تقاعده عام 1417هـ. مثّل وزارة المواصلات في قضايا نزع الملكيات وإقرار التعويضات بالطرق العامة وذلك بمحاكم القنفذه والمظيلف والمخواهـ والعرضيتين الشمالية والجنوبية، وكان رئيسا لفرقة المواصلات بمحافظة القنفذه.
إمام وخطيب جامع خميس بني المنتشر منذ عام 1375هـ حتى وفاته. ساهم في حل الكثير من القضايا الحقوقيه والزوجيه والمنازعات القبلية والمالية
وإصلاح ذات البين ويتمتع بقبول كبير وكلمة مسموعه بين أفراد قبيلته والقبائل الأخرى المجاورة. قام بجهد كبير في محاربة الغلو والتطرف وذلك من خلال خطب الجمع والأعياد ومجالس العلم.

## الوفاة
توفي يوم الخميس 29 أكتوبر عام 2020م الموافق 12 ربيع الأول لعام 1442هـ عن عمر ناهز 85 عاما.